# Rosa pinetorum
Rosa pinetorum är en rosväxtart som beskrevs av A. A. Heller. Rosa pinetorum ingår i släktet rosor, och familjen rosväxter. Inga underarter finns listade i Catalogue of Life.

## Bildgalleri

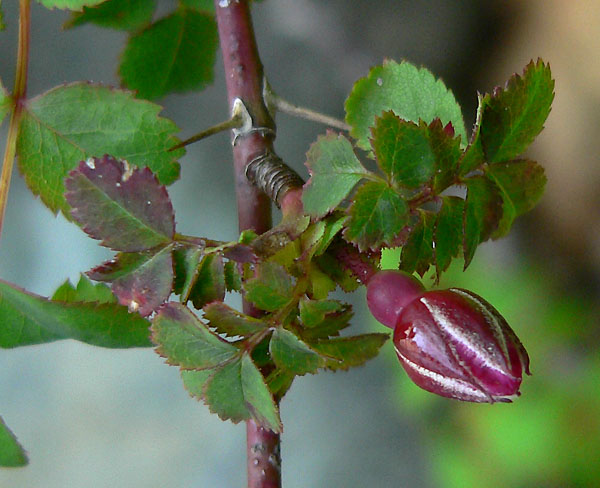
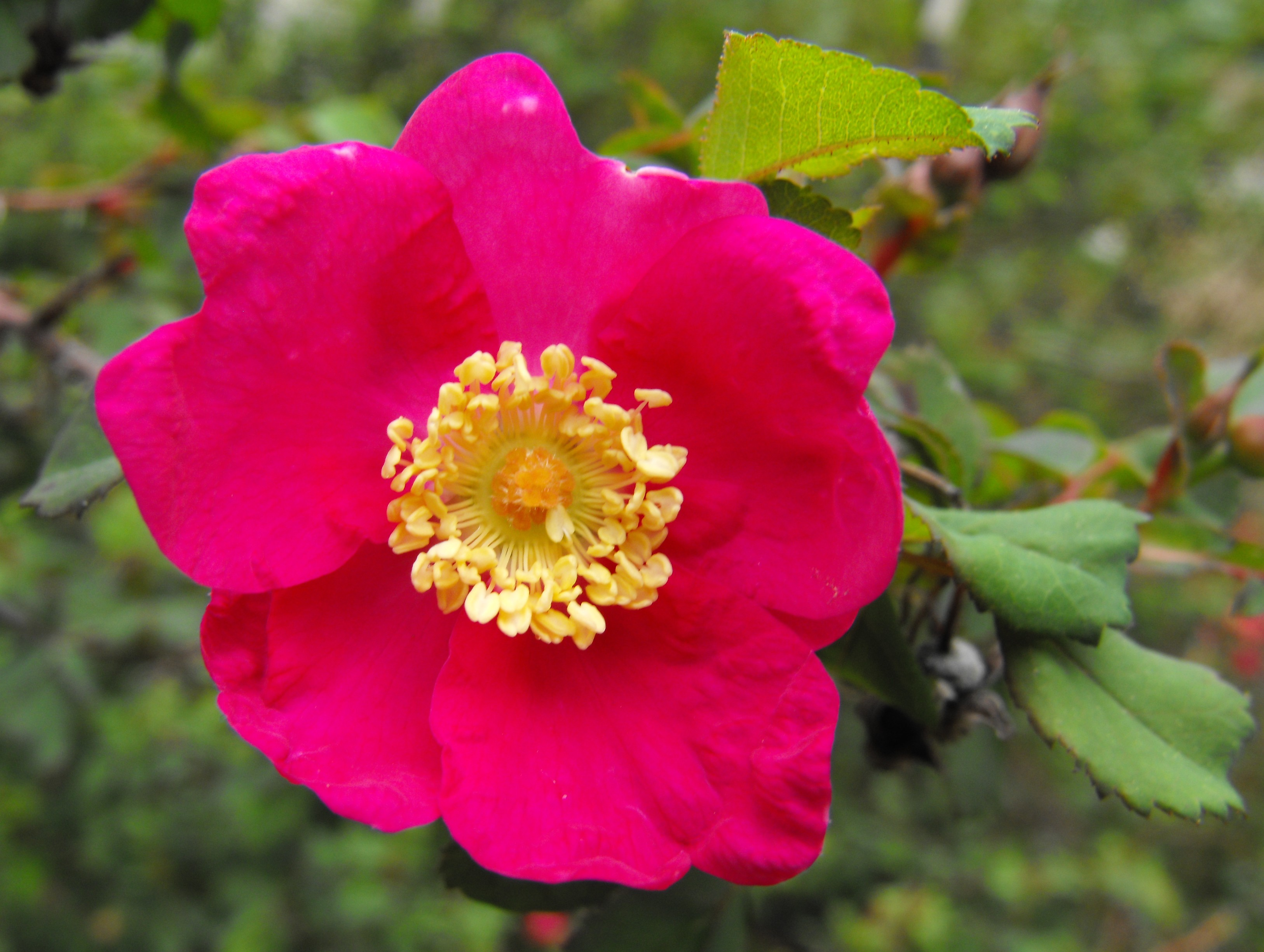